# Joseph Gallagher
Joseph Gerard Gallagher (ur. 4 maja 1964 w Londynie) – szwajcarski szachista pochodzenia angielskiego, autor książek o tematyce szachowej, arcymistrz od 1991 roku.

## Kariera szachowa
W 1986 r. podzielił I m. w Cappelle-la-Grande (wspólnie z Siergiejem Smaginem i Wjaczesławem Ejnhornem). W 1994 r. zwyciężył (wspólnie z Nikołajem Legkijem i Mironem Szerem) w Ticinie, natomiast w 1995 r. podzielił I m. w otwartym turnieju w Neuchâtel. Również od tego roku na arenie międzynarodowej reprezentuje barwy Szwajcarii. Należy do ścisłej czołówki szachistów tego kraju, sześciokrotnie (1997, 1998, 2004, 2005, 2007, 2012) zdobywając złote medale w indywidualnych mistrzostwach Szwajcarii.
Wielokrotnie reprezentował Szwajcarię w rozgrywkach drużynowych, m.in.:
- ośmiokrotnie na olimpiadach szachowych (w latach 1998, 2000, 2002, 2004, 2006, 2008, 2010, 2012)[3],
- na drużynowych mistrzostwach świata (w roku 1997)[4],
- dziewięciokrotnie na drużynowych mistrzostwach Europy (w latach 1997, 1999, 2001, 2003, 2005, 2007, 2009, 2011, 2013)[5].

W 1997 r. po raz drugi w karierze podzielił I miejsce w Neuchâtel. W 2001 triumfował w rozegranych w Scarborough mistrzostwach Wielkiej Brytanii. Rok później na tych samych mistrzostwach podzielił II miejsce oraz ponownie zwyciężył (wraz z Władimirem Tukmakowem i Yannickiem Pelletierem) w Neuchâtel. W 2003 r. zwyciężył (razem z Andriejem Sokołowem) w otwartym turnieju w Lenk, natomiast rok później osiągnął identyczny wynik, dzieląc I miejsce wraz z Florianem Jenni.
Najwyższy ranking w karierze osiągnął 1 stycznia 2000 r., z wynikiem 2558 punktów zajmował wówczas 3. miejsce (za Wiktorem Korcznojem i Wadimem Miłowem) wśród szwajcarskich szachistów.

## Publikacje
- Winning with the King's Gambit, 1992, Batsford, ISBN 0-7134-6944-7
- The Samisch King's Indian, 1995, Batsford, ISBN 0-8050-3902-3
- The Trompovsky, 1998, Chess Press, ISBN 1-901259-09-9
- 101 Attacking Ideas in Chess, 2000, Gambit Publications, ISBN 1-901983-20-X
- The Magic of Mikhail Tal, 2001, Everyman Chess, ISBN 1-85744-266-0
- Starting Out: King's Indian, 2002, Everyman Chess, ISBN 1-85744-234-2
- Starting Out: The Caro-Kann, 2002, Everyman Chess, ISBN 1-85744-303-9
- Starting Out: The Pirc/Modern, 2003, Everyman Chess, ISBN 1-85744-336-5
- Starting Out: Play the King’s Indian, 2004, Everyman Chess, ISBN 1-85744-324-1
- 101 Angriffsideen im Schach, 2006, Gambit Publications Ltd, ISBN 1-904600-56-5
- 365 Wege zum Schachmatt, 2006, Gambit Publications Ltd, ISBN 1-904600-37-9